# Безумный плод
«Безумный плод»; в ином русском переводе — «Плоды безумия» (яп. 狂った果実: курутта кадзицу; англ. Crazed Fruit) — японский чёрно-белый фильм-драма режиссёра Ко Накахиры по роману Синтаро Исихары, он же является автором сценария. Фильм вышел на экраны в 1956 году.

## Сюжет
По сравнению с ловким охотником за женщинами Нацухисой Такисимой его младший брат Харудзи совсем ещё невинный мальчик. Однажды он случайно встречается с Эри Амагусой и сразу влюбляется в неё. Харудзи приходит на вечер с очаровательной Эри, поразив этим Нацухису и его друзей. После этого Эри целует Харудзи, этот первый поцелуй в его жизни пугает его. Через неделю Нацухиса встречает Эри в ночном клубе танцующей с пожилым иностранцем. Эри и Нацухиса начинают встречаться. Единственное условие, которое ставит Эри, — это чтобы Харудзи не узнал об их отношениях. Эри тянет и к чистому Харудзи и к его видавшему виды брату, но вскоре верх в ней берёт чувство к Нацухисе. Об их связи становится известно Харудзи. Словно подгоняемый какой-то неведомой силой Харудзи бросается в моторную лодку и мчится на ней, пока не врезается в яхту, на которой катаются Эри и Нацухиса. Море сразу окрашивается кровью молодых людей. Харудзи мчится прочь от них.

## В ролях
- Масахико Цугава — Харудзи Такисима
- Юдзиро Исихара — Нацухиса Такисима
- Миэ Китахара — Эри Амагуса
- Гарольд Конвэй — иностранец
- Синсукэ Асида — отец
- Аюко Фудзисиро — мать
- Масуми Окада — Фрэнк Хиросава
- Эйко Хигаситани — Митико
- Акиёси Киура — Аида
- Кимио Симадзаки — Тэдзука

В июле 1956 года Ко Накахира сказал, что «солнечное племя» было восславлено в картине «Солнечный сезон» и раскритиковано в фильме «Комната насилия». Что касается меня, то я весьма иронично относился к этой теме, пока не появился его фильм «Безумный плод». Тогда я почувствовал, что в звуке разрываемой юбки и шуме моторной лодки, прокладывающей себе путь среди более крупных судов, чуткие люди смогли услышать крики чайки, возвещающей новую эру японского кино...
Я понял, что приход новой эры уже нельзя не заметить и что в японское кино пришла новая, неодолимая сила.

## Премьеры
- — 12 июля 1956 года — национальная премьера фильма в Токио[2].
- ФРГ — в Западной Германии фильм демонстрировался с 1958 года[2].
- — на американском континенте кинолента впервые была показана в Мексике 21 апреля 1960 года[2].